# Elhovo (Stara Zagora), Stara Zagora
Elhovo (în bulgară Елхово) este un sat în comuna Stara Zagora, regiunea Stara Zagora,  Bulgaria. 

## Demografie
Componența etnică a satului Elhovo
     Bulgari (98,57%)
     Nicio identificare (1,42%)
     Altele (0%)
La recensământul din 2011, populația satului Elhovo era de 140 locuitori. Din punct de vedere etnic, majoritatea locuitorilor (98,57%) erau bulgari. Pentru 1,42% din locuitori nu este cunoscută apartenența etnică.